# Familiar (chanson de Liam Payne)
Singles par Liam Payne
For you
(2018) Polaroid
(2018)
Singles par J Balvin
Ambiente
(2018) Positivo
(2018)
Familiar est une chanson du chanteur anglais Liam Payne en duo avec le chanteur colombien J Balvin, sortie le 20 avril 2018 sous le label Capitol Records. 

## Sortie
Le 25 février 2018, les artistes annoncent leur duo sur les réseaux sociaux lorsqu'ils tournent le clip à Miami. 

## Composition
Familiar est une chanson de genre Pop latino, RnB. 

## Réception
Shanté Honeycutt du magazine Billboard écrit que « lorsqu'on écoute pour la première fois la chanson, la chanson rappelle la chanson Señorita de Justin Timberlake ». Rianne Houghton de Digital Spy considère la chanson comme « une excellente tentative de recréer Despacito ». 

## Clip
Le clip est sorti le 4 mai 2018 et est réalisé par Mark Klasferf. 

## Performance
Liam Payne et J. Balvin chantent pour la première fois la chanson dans l'émission Good Morning America le 15 mai 2018. 

## Certification
| Pays        | Certification | Ventes  |
| ----------- | ------------- | ------- |
| Brésil      | Or            | 20 000  |
| Canada      | Platine       | 80 000  |
| Mexique     | Or            | 30 000  |
| Royaume-Uni | Or            | 400 000 |